# مايك إدل
مايك إدل هو مغن مؤلف كندي، ولد في 18 ديسمبر 1985 في ليندن في كندا.

## وصلات خارجية
- الموقع الرسمي